# Dead Space 2
Dead Space 2 is een computerspel in de genres survival horror en third-person shooter, ontwikkeld door Visceral Games en uitgegeven door Electronic Arts voor de PlayStation 3, Xbox 360 en Microsoft Windows. Het is het vervolg van Dead Space. Dead Space 2 is het eerste spel in de serie met multiplayermodus.

## Ontvangst
Het spel werd volgens Metacritic door recensenten zeer goed beoordeeld, met een score van 90 punten op een maximum van 100. Het maandelijks tijdschrift PSM3 gaf het spel 92%. Het maandblad Official Xbox Magazine gaf het spel een 9,5. Game Informer heeft het een 9/10 gegeven. Official Xbox Magazine UK heeft het spel 9/10 gegeven. GameTrailers heeft het spel een 9/10 gegeven, ze prezen het spel voor zijn donkere en sombere sfeer en de intense gameplay, terwijl ze erop wezen dat de multiplayer een paar tekortkomingen heeft.
De hoofdredacteur van GameSpot, Carolyn Petit, die het spel een score van 8,5 gaf voor de Xbox 360-versie en een 9,0 voor de PlayStation 3-versie, zei: "Dead Space 2 brengt niet hetzelfde gevoel met zich mee om iets totaal nieuws en innovatief te ervaren zoals zijn voorganger. Maar het is toch een geweldig spel, met een singleplayermodus die je gelijktijdig tevreden en enthousiast laat voor meer, en een intense multiplayermodus, die je een goede reden geeft om terug te komen voor dit angstaanjagende universum. Tenzij je gewoon een bangerik bent, is dit een sci-fi-horror-avontuur dat je zeker niet wilt missen."
IGN-redacteur Greg Miller gaf het spel een 9.0, hij zei dat het survival-horror-genre een nieuwe gouden standaard heeft en dat "Dead Space 2 meer is dan gewoon een actiespel en meer dan gewoon een survival-horror-spel - het is een spel dat een heel persoonlijk verhaal vertelt over een man die ernstig is getraumatiseerd door de gebeurtenissen om hem heen. Dat alleen al maakt het interessant, maar Visceral Games combineert het met belonende gevechten, schokkende vijanden, en enorme set pieces voordat ze het in een wereld gooien die werkelijk griezelig en eng is." Hij zei ook dat hij de multiplayer niet erg interessant vond.
| Beoordeeld door       | Jaar | Platform      | Score |
| --------------------- | ---- | ------------- | ----- |
| Jeuxvideo.com         | 2011 | PlayStation 3 | 95%   |
| Brash Games           | 2011 | Xbox 360      | 90%   |
| TotalVideoGames (TVG) | 2011 | Windows       | 90%   |
| GameTrailers          | 2011 | Windows       | 90%   |
| GameStar (Duitsland)  | 2011 | Windows       | 90%   |
| Gamer.nl              | 2011 | Xbox 360      | 90%   |
| Eurogamer.net (UK)    | 2011 | Windows       | 90%   |
| Planet Xbox 360       | 2011 | Xbox 360      | 90%   |
| PC Gameplay (Benelux) | 2011 | Xbox 360      | 85%   |
| GameZone              | 2011 | Xbox 360      | 80%   |